# Дельта Самура

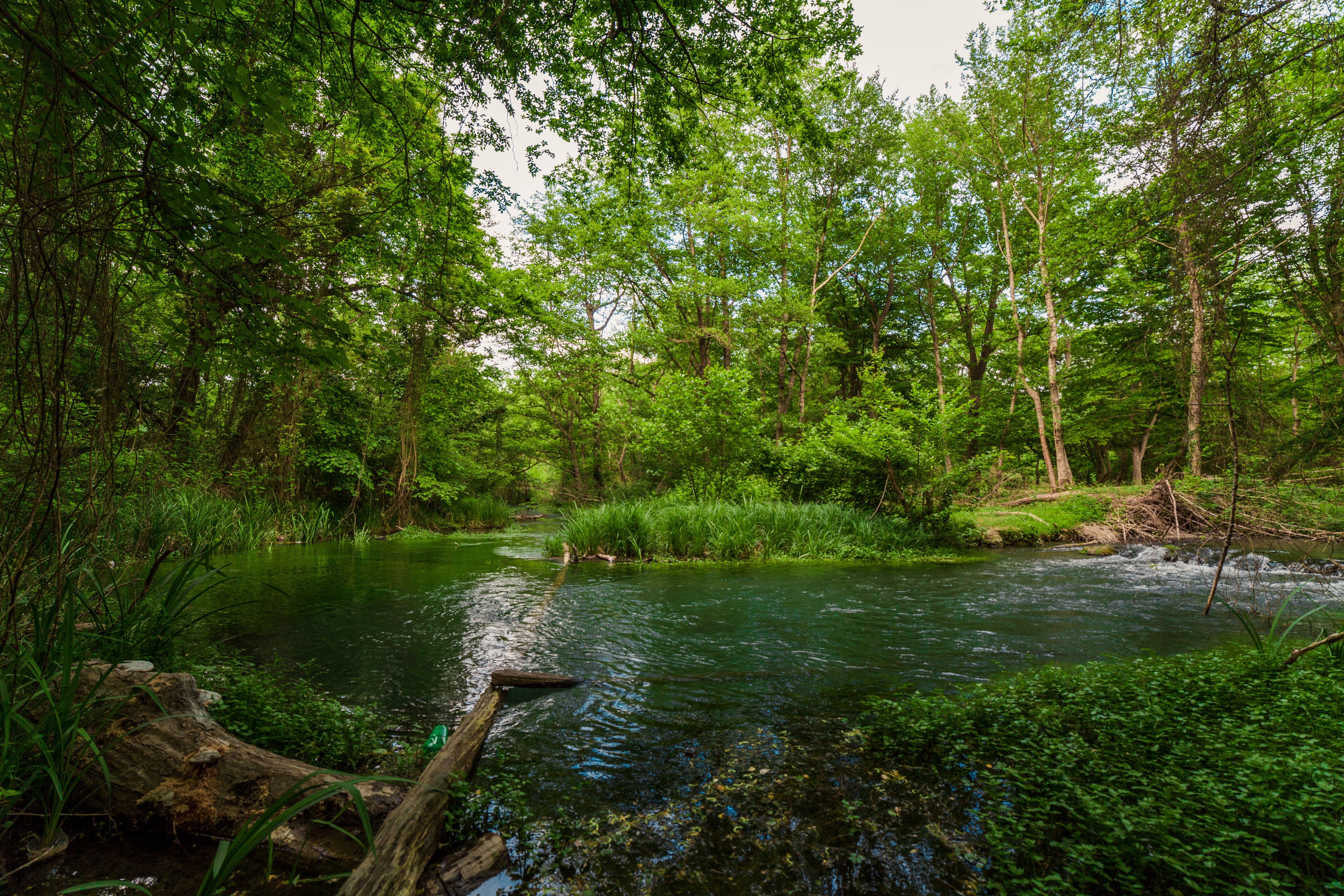
Дельта Самура

Дельта Самура — унікальний фізико-географічний район 
, 
в якому помірно-субтропічні ліси підходять безпосередньо до берегової лінії Каспійського моря. 
Більшість дельти розташована в РФ, менша — в Азербайджані. 
На північному сході обмежена береговою лінією Каспійського моря з розвиненою смугою пляжних пісків. 
.
Площа дельти становить близько 800 км², 

з них близько 230 км² займають особливо охоронювані території обох держав. 
З 1935 року частиною дельти Самура стали пониззя річки Гюльгеричай. 
Утворилася під час новокаспійської трансгресії у першу фазу атлантичного періоду голоцену. Класифікується як внутрішня малорукавна дзьобоподібна дельта прибійного типу з відкритим узмор'ям 
.

## Гідрографія
Основне річище Самура розпадається на два головні рукави: Великий Самур завдовжки 9,3 км і більший Малий Самур (також відомий як Підсамурок) завдовжки понад 11,5 км до впадання в нього річки Гюльгеричай; за 6,3 км їх води впадають у Каспійське море. 
Через постійне висування дельти в море та меандрування, загальна довжина Малого Самура постійно росте і на 2016 р. перевищує 24 км. 
Крім того, у лісах заказника всередині території самої дельти на поверхню виходить величезна кількість джерел, що перетворюються на невеликі струмки та річечки загальною довжиною до 50 км і більше. 
Часто їх об'єднують під загальною назвою Карасу
По одній з цих річок проходить кордон між РФ і Азербайджаном. 
Після прориву в 2002 році річища Малого Самура в північному напрямку в акваторію Каспійського моря почала висуватися нова дельта, що активно росте.

## Флора
Більшу частину дельти займає Самурський ліс, який ділиться на прибережні ділянки, що заливаються (тугаї) і низинні незаливні ліси. 

На заболочених ділянках зустрічається лотос. 

У дельті Самура можна вирощувати такі субтропічні культури, як маслини, лавровишня, мигдаль, дуб каштанолистий. 
Успішно акліматизувалися тут евкаліпт, коркове дерево амурське, гледичія, волоський горіх. 

Є найважливішим місцем зимівлі та зупинки перелітних птахів. 

До 1930-х років у дельті зустрічалася смугаста гієна. 
У другій половині XX століття дельту освоїв акліматизований тут ракун звичайний. 
Також дельта Самура є єдиним місцем у Росії де фіксується часничниця сирійська.
.

## Клімат та грунти
Середньорічна температура повітря +13,6 °, сніговий покрив практично відсутній. 
Панує сухий середземноморський клімат. 
Середня температура всіх місяців року позитивна, у тому числі й у січні вона становить близько +3,5 °С, середній мінімум січня +1,0 °С. 

При відносно невеликій кількості опадів (350 мм), вологість повітря тут досить висока (на 5-10% вище в порівнянні з Дербентом , але на 5-10% нижче ніж в районі Сочі ). 
У дельті Самура переважають луково-лісові, світло-каштанові, лукові та лучно-болотні ґрунти. 
 
Солончаків та солонців майже немає. 
Алювій досягає товщини 15 м і більше.

## Охоронні заходи
У 1982 році ділянка дельти Самура площею 11,2 тисячі га федерального значення отримала назву Самурський державний природний заказник, у 2019 році перетворений на національний парк. 
На суміжній транскордонній стороні республіки Азербайджан у 2012 році створено Самур-Яламінський національний парк, на правому березі рукава Ялама. 
Через антропогенний вплив загострюється проблема усихання дельти: до кінця літа практично всі рукави, крім основних, залишаються без стоку, оскільки вище за течією на технічні потреби та зрошення території Азербайджану та Дагестану з річки відводиться до 80 % стоку, хоча передбачений екологічний мінімум становить 31-33%. 
Щорічний приплив вод у дельту річки на початку XX століття становив близько 2,5 км³ на рік. 
На початок XXI століття через відведення води він не перевищує 1,5 км³. 
Під висохлими річищами зберігається, проте, значний підземний стік.